# Максимовка (Первомайский район, Харьковская область)
Максимовка (укр. Максимівка) — село, 
Одрадовский сельский совет,
Первомайский район,
Харьковская область.
Код КОАТУУ — 6324586003. Население по переписи 2001 года составляет 171 (84/87 м/ж) человек.

## Географическое положение
Село Максимовка находится на правом берегу реки Берека,
выше по течению на расстоянии в 2,5 км расположено село Булацеловка,
ниже по течению на расстоянии в 1,5 км расположено село Отрадово,
на противоположном берегу — село Шевченково.
Около села находится плотина Берекского водохранилища.

## История
- 1700 — дата основания.